# Duomo di Tivoli

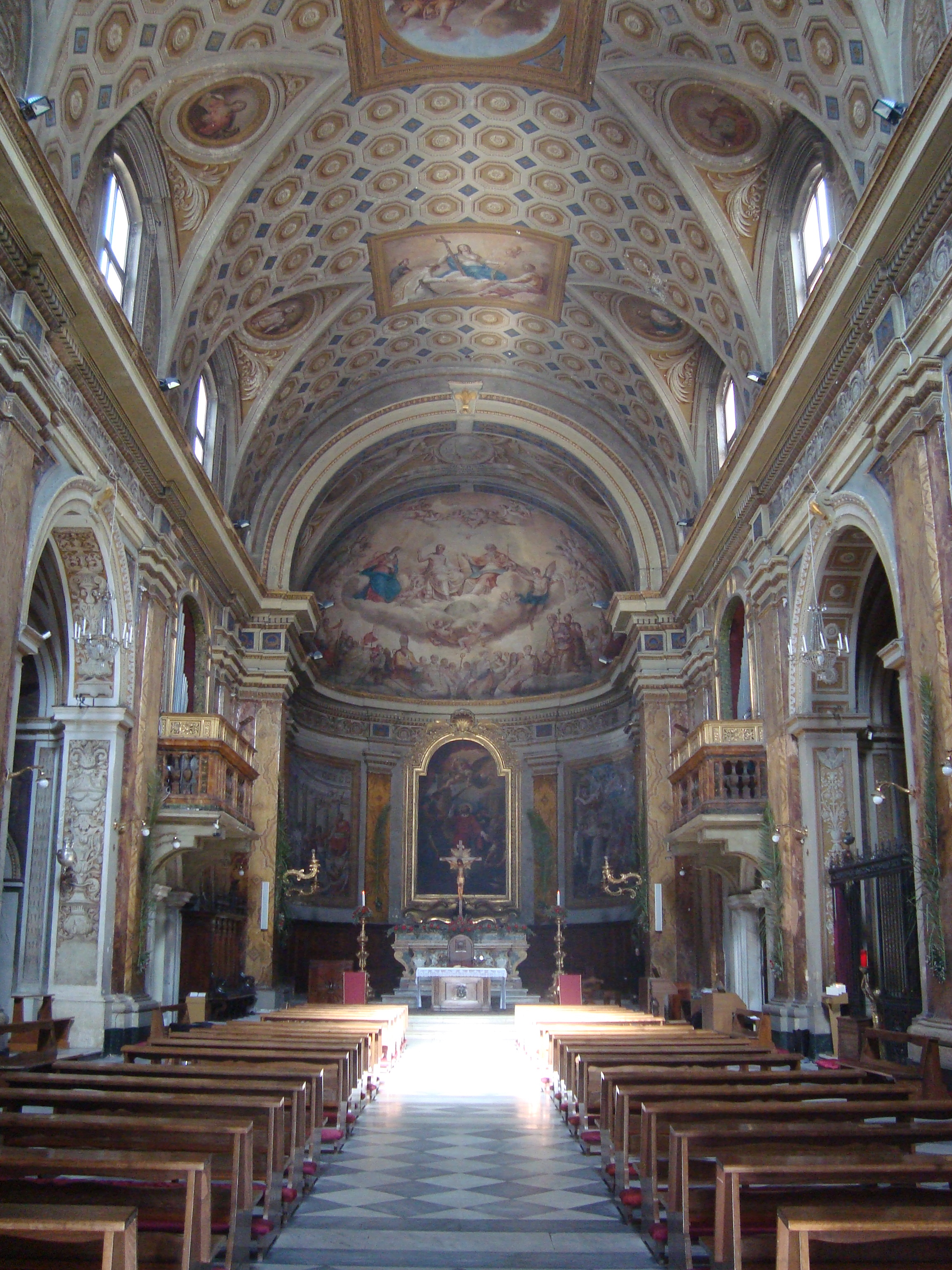
Interno: navata e abside

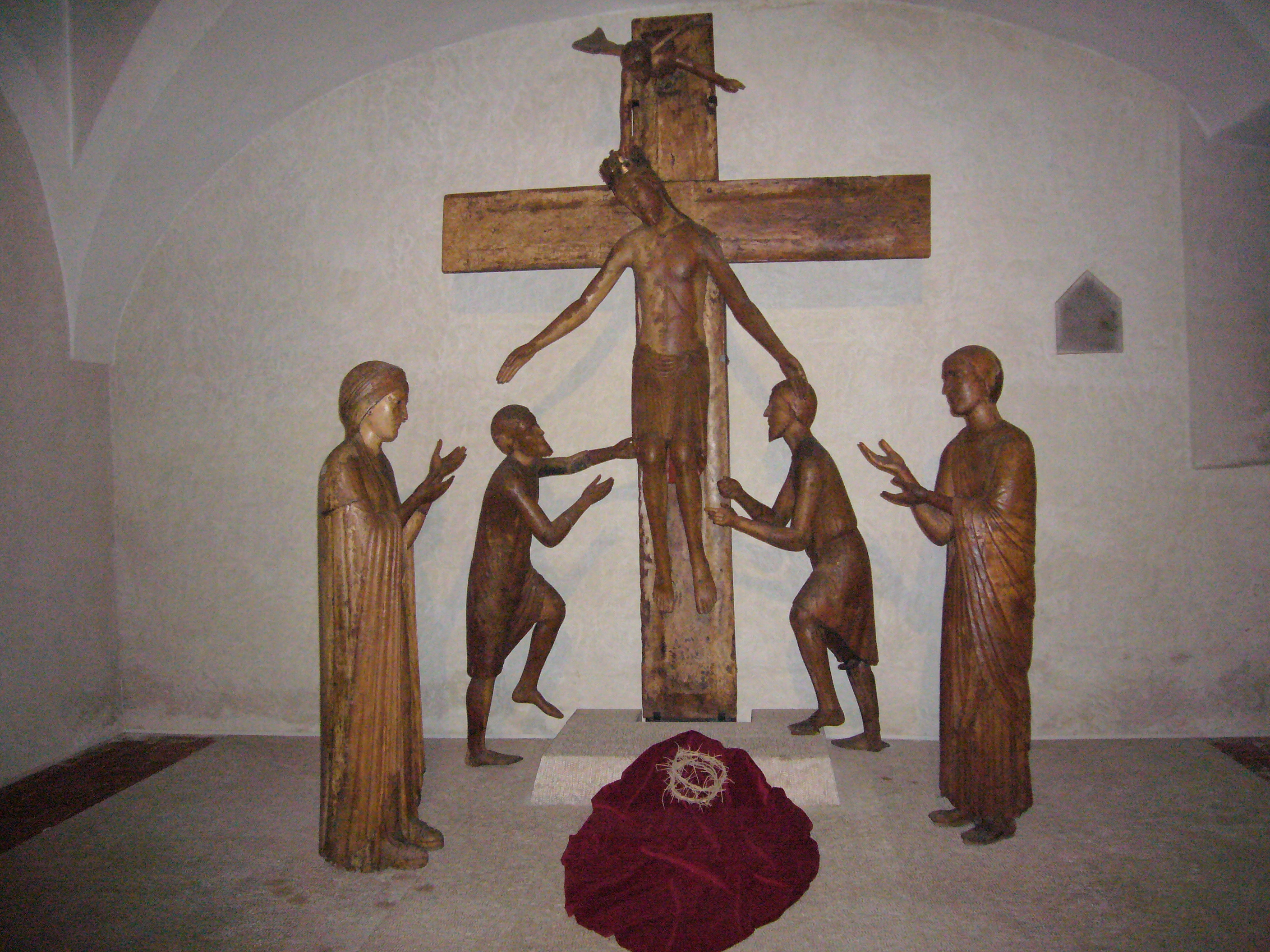
Scultura in legno di cedro raffigurante la Deposizione di Cristo, 1220-1230

La cattedrale di San Lorenzo è il duomo di Tivoli, in provincia di Roma, sede vescovile della diocesi omonima.

## Storia
Le origini della cattedrale di Tivoli sono assai remote. Una leggenda attribuisce la sua costruzione direttamente all'imperatore Costantino successivamente all'editto di Milano; è leggendaria anche l'attribuzione dell'edificazione della cattedrale al papa tiburtino san Simplicio (468-483). Primo accenno storicamente valido dell'esistenza della chiesa dedicata a san Lorenzo martire è del Liber pontificalis, ove si dice che papa Leone III (795-816) arricchì di doni la cattedrale.
La chiesa altomedievale fu costruita sulla basilica civile del foro tiburtino, della quale riutilizzò l'abside (I secolo a.C.), tuttora conservata dietro la tribuna dell'edificio attuale. La primitiva cattedrale fu poi ricostruita in forme romaniche a tre navate tra l'XI e il XII secolo. Risale a quest'epoca il campanile. Un'altra e decisiva ricostruzione, in forme tardo rinascimentali-manieriste, fu eseguita nella prima metà del Seicento, su iniziativa del cardinale Giulio Roma, milanese, vescovo di Tivoli dal 1634 al 1652. L'edificio fu trasformato in una chiesa a navata unica con cappelle laterali, secondo lo schema introdotto con la chiesa del Gesù a Roma: i lavori cominciarono nel 1635 e la chiesa fu dedicata il 1º febbraio 1641, mentre la sua consacrazione solenne fu celebrata il 27 ottobre 1669 dal cardinale Marcello Santacroce (vescovo di Tivoli dal 1652 al 1674). Nel 1747, infine, i canonici fecero eseguire l'attuale porta sul lato sinistro dell'edificio, dove già esisteva l'ingresso laterale della cattedrale romanica. 
La decorazione interna attuale risale alla prima metà del XIX secolo. Questa ha interamente ricoperto l'apparato decorativo seicentesco, quando la chiesa verteva più sul bianco con apparati decorativi dall'aspetto ancora spiccatamente tardo rinascimentale-manierista, così come sono ancora visibili nella restaurata cappella del Salvatore. I panneggi dipinti che nella suddetta cappella ricadono a destra e sinistra dell'altare e le decorazioni delle lesene lasciano intendere la raffinatezza dell'apparato decorativo. Inoltre il bianco che caratterizzava le lesene e la trabeazione della navata, con il fregio decorato da metope e triglifi, faceva maggiormente risaltare le belle proporzioni e l'eleganza dell'architettura della chiesa. Il pavimento era in cotto, così come è ancora visibile in corrispondenza dello stallo del primo confessionale a sinistra, da qualche anno spostato, scoprendo così la pavimentazione originale. Il pavimento e l'apparato decorativo attuali ricalcano lo stile neoclassico e vennero realizzati sotto il pontificato di Pio VII, come ricorda l'iscrizione nella volta del presbiterio. 
È evidente il gusto neoclassico, ad esempio nei quattro riquadri dipinti a tempera nell'abside, che sono inquadrati da cornici in stile impero, o nel caso della trabeazione sopra le lesene della navata. Questa presenta un fregio a girali d'acanto, ispirato a quello delle basiliche romane di Santa Maria Maggiore e Santa Maria in Trastevere, e la corona d'alloro dorata su fondo blu. Dopo queste ultime trasformazioni la chiesa ha mantenuto invariato il suo aspetto fino ad oggi. Sotto l'episcopato di Giovanni Paolo Benotto (2003-2008) la balaustra delimitante il presbiterio, fatta realizzare dal vescovo Luigi Scarano (1917-1931), è stata rimossa, così come i pesanti tappeti che ne ricoprivano invece il bel pavimento, il che ha conferito una maggiore apertura al presbiterio stesso, così come era previsto nel progetto originale. Giovanni Paolo Benotto avrebbe voluto riportare tutta la chiesa al suo biancore e all'apparato decorativo originale di indubbio pregio e singolarità. Ad oggi solo la cappella del Salvatore mostra tale aspetto, ma l'apparato decorativo neoclassico è comunque testimonianza, seppure meno pregevole, di un periodo storico preciso e dunque merita di essere conservato, anche per non alterare l'aspetto ormai consolidato della chiesa. 
Per volontà del Vescovo Mauro Parmeggiani, il 27 ottobre 2014 è stato inaugurato il restauro degli affreschi della Sagrestia Monumentale. Dopo lavori di restauro architettonico eseguiti grazie al contributo derivante dall'otto per mille IRPEF della Conferenza Episcopale Italiana, dal 2014 al 2019 sono quindi eseguiti importanti lavori di restauro artistico conservativo di tutto l'apparato decorativo della Cattedrale di Tivoli. Tale restauro è stato completato il 27 ottobre 2019 durante la celebrazione di inizio dell'Anno Giubilare della Cattedrale indetto da Mons. Mauro Parmeggiani, Vescovo di Tivoli e di Palestrina nel 350º anniversario della Dedicazione della Basilica. Nella medesima celebrazione il Vescovo Parmeggiani ha dedicato a Dio anche un nuovo altare opera dello scultore Jacques Dieudonné, diacono permanente della Diocesi di Albi (Francia) di stile minimale e che ben si inserisce nell'antica Basilica ora restituita al suo antico splendore. All'interno dell'altare sono state deposte le reliquie di Santa Maria Goretti, Vergine e Martire, San Giovanni XXIII, San Paolo VI e San Giovanni Paolo II, Papi e Confessori della fede.

## Descrizione
La facciata della cattedrale fu costruita nel 1650 con l'aggiunta di un portico a tre fornici. Nel nartece è custodita l'immagine mariana della Madonna della pietà (affresco del XVI secolo). Lateralmente alla facciata è collocato il campanile, alto quasi 47 metri, che è quanto resta dell'antica cattedrale romanica.
L'interno dell'edificio è ad un'unica navata con 4 cappelle per lato, comunicanti fra loro (sul lato sinistro una cappella è di fatto l'entrata laterale della chiesa, mentre un'altra è l'atrio d'ingresso della sacrestia). La navata è separata dalle cappelle da pilastri che inglobano, al loro interno, le antiche colonne con capitello corinzio, che facevano parte della cattedrale romanica. La copertura è a botte con finestre che si aprono nelle lunette: nella volta, in tre riquadri, sono rappresentate la Religione, il Martire san Lorenzo e la Fede, mentre nella parete absidale sono raffigurati alcuni santi tiburtini: papa Simplicio e i martiri Generoso, Sinforosa e Getulio. Inoltre, nelle vele sopra le finestre della navata, entro tondi sono rappresentati i dodici apostoli. La decorazione della navata e dell'abside non è opera di Carlo Labruzzi, come spesso si ripete; fu eseguita invece nel 1816 da un pittore romano poco noto, Angelo De Angelis, che è ricordato per aver partecipato nel 1818 all'affrescatura della Cappella Paolina nel palazzo del Quirinale. L'altare maggiore, messo in opera nel 1704, è ricco di marmi policromi e decorato con putti e cherubini. Dietro di esso, al centro della curva absidale, è la tela di Pietro Labruzzi (1739-1805) con San Lorenzo davanti al giudice prima del martirio.
Sul lato destro della navata si aprono quattro cappelle:
- la cappella del Crocifisso, decorata dal pittore tiburtino Raffaele Giuliani (1864) con episodi della passione di Gesù. Sull'altare (1689), opera dell'architetto Mattia de Rossi (1637-1695), il sottoquadro raffigura la Vergine Addolorata ed è attribuito a Guido Reni (1575-1642) o alla sua scuola;
- la cappella dell'Immacolata, sul cui altare, disegnato dall'architetto Gerolamo Theodoli (1677-1766), si trova un'imponente statua della Madonna immacolata, opera di Christophe Veyrier (1637-1689), allievo di Pierre Puget (1620-1694); la decorazione della cappella, da poco restaurata, è di Giovanni Francesco Grimaldi (1606-1680);
- la cappella di San Lorenzo, dove sono esposte due tele di Ludovico Gimignani (1643-1697) e due di Pietro Lucatelli (1634-1710), raffiguranti episodi della vita del martire Lorenzo. Sull'altare (1685), disegnato da Mattia de Rossi, è una tela col Martirio del Santo titolare, opera di Innocenzo Tacconi (1575 - dopo il 1625);
- la cappella della Deposizione, la più vicina all'altare maggiore; qui è collocata una delle opere più importanti della cattedrale, il gruppo in legno di pioppo raffigurante la Deposizione di Cristo (1220-1230), attribuito a un laboratorio monastico cistercense: esso è composto da sei statue, leggermente più grandi del naturale, che raffigurano i personaggi legati alla morte e alla deposizione di Gesù dalla croce, ossia il Cristo, la Madonna, S. Giovanni evangelista, Giuseppe d'Arimatea, Nicodemo e un angelo.

Sul lato sinistro si aprono altre due cappelle:
- la cappella dei Martiri Persiani, di patronato della famiglia Mancini, che fu decorata dal pittore Bartolomeo Colombo (notizie 1648-1672), allievo di Pietro da Cortona, con episodi della vita e del martirio dei santi persiani Mario, Marta, Abaco e Audiface; in essa si trovano due monumenti funebri di membri della famiglia Mancini-Lupi (1485 e 1653);
- la cappella del Santissimo Salvatore, affrescata dal pittore Vincenzo Manenti (1600-1674) con episodi tratti dalla vita del Cristo; in essa è collocata un'altra opera di pregevole valore storico-artistico, il Trittico del Santissimo Salvatore, tempera su tavola del XII secolo attribuita ai monaci dell'abbazia di Farfa, già oggetto di culto e venerazione fin dai tempi di papa Innocenzo III all'inizio del XIII secolo. Le tavole del trittico erano ricoperte da un rivestimento d'argento, ora collocato in una vetrina a parte. La coperta argentea fu eseguita nel 1449, probabilmente da orafi lucchesi, e ad essa un maestro veneto o d'Oltralpe aggiunse, all'inizio del '500, l'arco frontale della calotta. Questo fu completato nel 1506 con cinque statuette di santi, eseguite da Sante di Maestro Antonio, orafo attivo a Roma nei primi decenni del XVI secolo.

Di notevole importanza è anche la sagrestia (1655-57), della quale è stato ultimato il restauro nel giugno 2014. Disegnata dall'architetto romano Giovanni Antonio De Rossi (1616-1695), è decorata da affreschi di Giovanni Francesco Grimaldi. In essa sono conservate tele di Vincenzo Manenti e Pietro Labruzzi.
Dall'atrio della sagrestia si accede anche alla sagrestia dei Beneficiati, nella quale sono conservate due tele, restaurate negli ultimi anni: una di Vincenzo Manenti, con Sant'Alessandro papa e san Carlo Borromeo che raccomandano la città di Tivoli alla Madonna; l'altra di Francesco Nicolosi, pittore romano della prima metà del '700, con San Lorenzo in gloria d'angeli.
Da ricordare, infine, che nella seconda cappella sinistra (in realtà passaggio all'ingresso laterale) è conservato il monumento funebre di Angelo Leonini, vescovo di Tivoli dal 1499 al 1509, morto nel 1517 e dopo i lavori di restauro della Basilica voluti dal Vescovo Mauro Parmeggiani tornato ben visibile ai visitatori. Il defunto è rappresentato disteso sul letto funebre mentre, nella lunetta soprastante, è la Madonna col Bambino, affiancata da san Giovanni Battista e san Lorenzo. Più in alto è un busto del Salvatore, eseguito nel 1522 da un maestro Girolamo fiorentino.